# 立川談之助
立川 談之助（たてかわ だんのすけ、1953年6月22日 - ）は、日本の落語家、元参議院議員秘書。本名∶山林 博。出囃子は『ぜんづと』。

## 経歴
群馬県前橋市出身。群馬大学教育学部附属中学校、群馬県立前橋高等学校、明治大学商学部卒業。
1974年7月に立川談志に入門し、立川談Qを名乗る。
1978年9月、柳家〆治、古今亭菊弥、林家正雀と共に二ツ目昇進。立川談之助を名乗る。
1992年9月、真打昇進。

## 芸歴
- 1974年7月 - 七代目立川談志に入門、「談Q」を名乗る。
- 1978年9月 - 二ツ目昇進、「談之助」を名乗る。
- 1992年9月 - 真打昇進。

## 人物
- 高校時代に落語研究会を創設して活動する。
- 大学時代は明治大学落語研究会に所属。三宅裕司は同会の先輩、立川志の輔は同級生、立川談幸・渡辺正行は後輩にあたる。在学中に立川談志に弟子入り。なお立川流への入門は談之助→談幸→志の輔の順になる。
- 弟子入り時に談志が参議院議員であり、ほぼ毎日参議院議員会館に通う必要があったことから、談志の私設秘書となった。
- 古典落語を演じることもあるが、主に新作落語に取り組む。2代目快楽亭ブラックらと「トンデモ落語の会」に参加。
- 新作落語には泡沫候補や大日本愛国党の赤尾敏など、政治を取り上げた物もある。
- 同門の立川談四楼とともに、日本共産党の推薦者名簿に名前を載せている[1]。
- テレビゲームやアニメなど、オタク関係の知識も豊富であり、『ポプコム』で美少女ゲーム関係の連載記事を執筆していたこともある。現在は『BugBug』にゲームレビューを執筆。
- 『ドラえもん』小学館コロコロ文庫版の7巻（爆笑編）で解説を担当している。
- と学会会員。
- 渋谷区長選挙（2007年4月22日投開票）に立候補を表明した快楽亭ブラックに、立川門下でただ一人、応援のメッセージを送っていた。ただし、後にブラックは立候補を断念した。
- 談志一門の流転から談志の最期までを記した、著書「立川流騒動記。」の中で師である談志や弟弟子に対し、歯に衣着せぬ批判を行い、更に若い落語ファンに対しても辛辣な批評を行い一部で話題となった。
- 総務省事務次官を務めた櫻井俊は小学校から高等学校まで同級生であり、談之助と親交が深い間柄である[2]。
- 2016年3月に故郷である前橋市の『まえばし観光大使』に、同郷の後輩落語家の三遊亭竜楽、竜楽の兄弟子である6代目三遊亭円楽と共に委嘱されている[3][4]。
- 2017年8月の落語芸術協会・浅草演芸ホール下席に出演して以来、立川流と並行して芸協の定席興行にもしばしば出演している。ただし、6代目円楽の様に正式な客員とはなっていない。

## 主な著書
- 禁断のブラック・ギャグ 超過激に笑っちゃう!（1992年6月、ワニ文庫ベストセラーズ、共著：2代目快楽亭ブラック） ISBN 978-4584303221
- 天下御免 パーフェクトガイド（1994年8月、小学館） ISBN 978-4093850643
- 宇宙人とのつきあい方 オフィシャルハンドブック（1998年6月、小学館） ISBN 978-4093851329
- 川柳立川流宗匠レース 天のご指名入ります（2007年11月、創芸社、共著：立川左談次・立川談幸、編：一二三壯治） ISBN 978-4881441138
- 立川流騒動記（2012年6月、ぶんがく社） ISBN 978-4896102420

## 出演番組
- 男と女のミステリー 都会のタコツボ師 - PART III -（1990年3月2日、フジテレビ）
- 唐沢俊一のポケット（2007年2月9日、TBSラジオ）